# Alangan jezik
Alangan jezik (ISO 639-3: alj), sjevernomangyanski jezik šire filipinske skupine koji se govori na otoku Mindoro u Filipinima.
Govori ga 7 690 ljudi (2000), pripadnici etničke grupe Alangan, koji su s Iraya i Tadyawan obuhvaćeni kolektivnim imenom Mangyan. Prema ranijoj klasifikaciji pripadao je sjevernofilipinskoj skupini jezika.

## Vanjske poveznice
- Ethnologue (14th)